# Korminjärvi
Korminjärvi är en sjö i Kiruna kommun i Lappland och ingår i Torneälvens huvudavrinningsområde. Sjön har en area på 0,414 kvadratkilometer och ligger 463,9 meter över havet.

## Delavrinningsområde
Korminjärvi ingår i det delavrinningsområde (759233-172986) som SMHI kallar för Ovan Muljokjåkka. Medelhöjden är 505 meter över havet och ytan är 53,31 kvadratkilometer. Räknas de 16 avrinningsområdena uppströms in blir den ackumulerade arean 364,08 kvadratkilometer. Pulsujoki som avvattnar avrinningsområdet har biflödesordning 3, vilket innebär att vattnet flödar genom totalt 3 vattendrag innan det når havet efter 411 kilometer. Avrinningsområdet består mestadels av skog (55 procent), sankmarker (24 procent) och kalfjäll (13 procent). Avrinningsområdet har 1,58 kvadratkilometer vattenytor vilket ger det en sjöprocent på 3 procent.